# Gaetano Gandolfi
Gaetano Gandolfi (San Matteo della Decima, 31 de agosto de 1734 - Bolonia, 20 de junio de 1802), pintor, escultor y grabador italiano, uno de los últimos representantes de la Escuela boloñesa.

## Biografía
Miembro de una distinguida familia de artistas, era hermano del también pintor Ubaldo Gandolfi. A los 17 años ingresó en la Accademia Clementina, donde tuvo como profesores a Felice Torelli y Ercole Lelli. En esta institución tuvo participación distinguida, ganando entre 1751 y 1756 diversas medallas en dibujo y escultura.
Su primer encargo conocido (1756-1760) consistió en una serie de dibujos que copiaban los grandes clásicos de la pintura del siglo XVII para diversos clientes particulares. Sus primeras obras pictóricas reflejan una gran dependencia de los modelos boloñeses tradicionales. Su estilo es entonces muy similar al de su hermano Ubaldo: colores fríos, figuras estáticas y perfecto acabado.

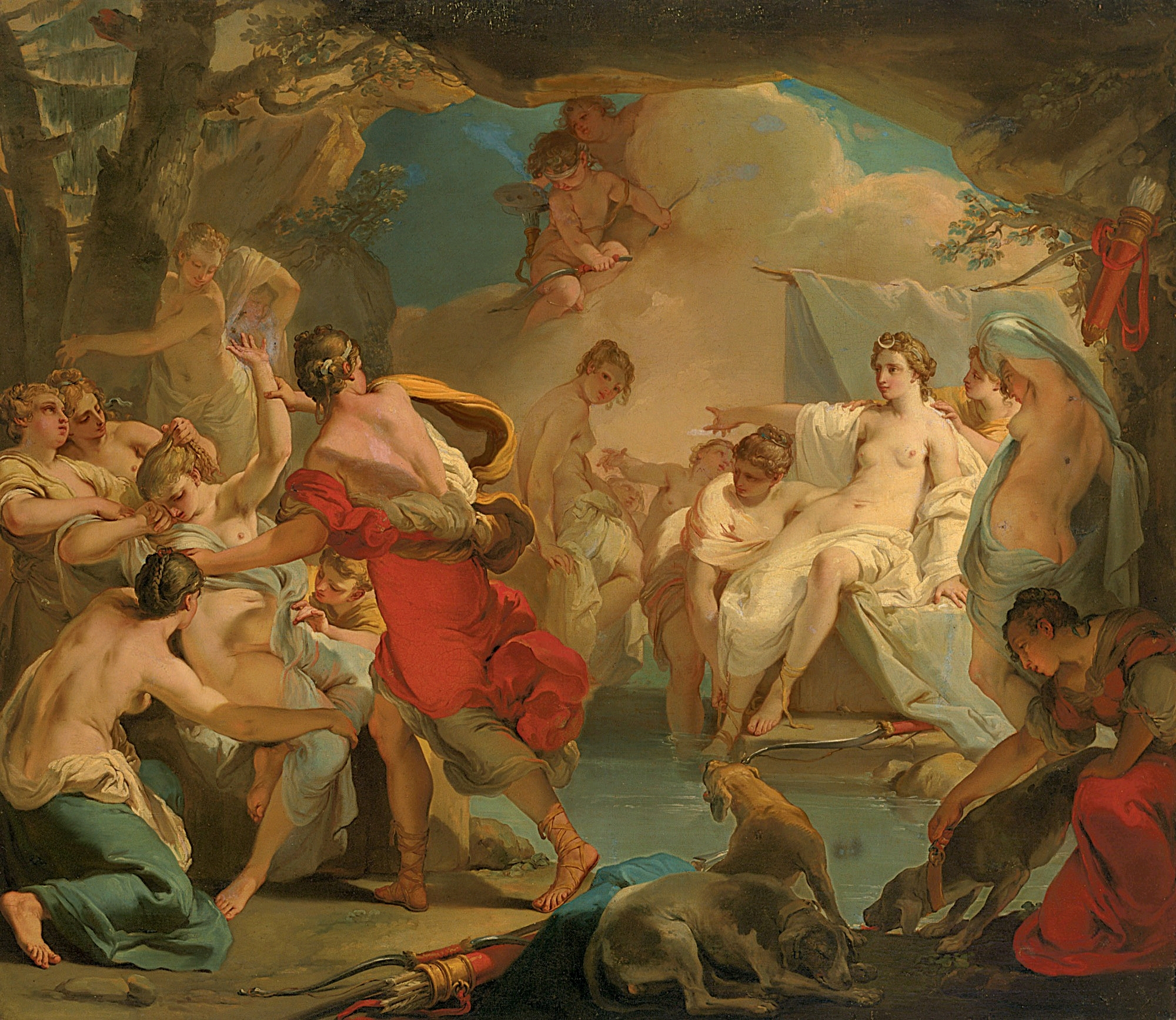
Diana y Calisto.

Durante todo el año de 1760 Gandolfi residió en Venecia. Esta estancia en la ciudad de San Marcos sería decisiva en su carrera. El impacto que sufrió su arte gracias al estudio del trabajo de los grandes maestros venecianos fue crucial. A partir de entonces combinó lo mejor del clasicismo boloñés con la riqueza cromática y la libertad de pincelada de artistas como Giambattista Pittoni, Sebastiano Ricci o Giambattista Tiepolo, del que se convirtió en un convencido admirador. Fruto de la experiencia veneciana podemos juzgar la obra maestra de nuestro artista, la gran tela con las Bodas de Caná actualmente conservada en la Pinacoteca Nacional de Bolonia.

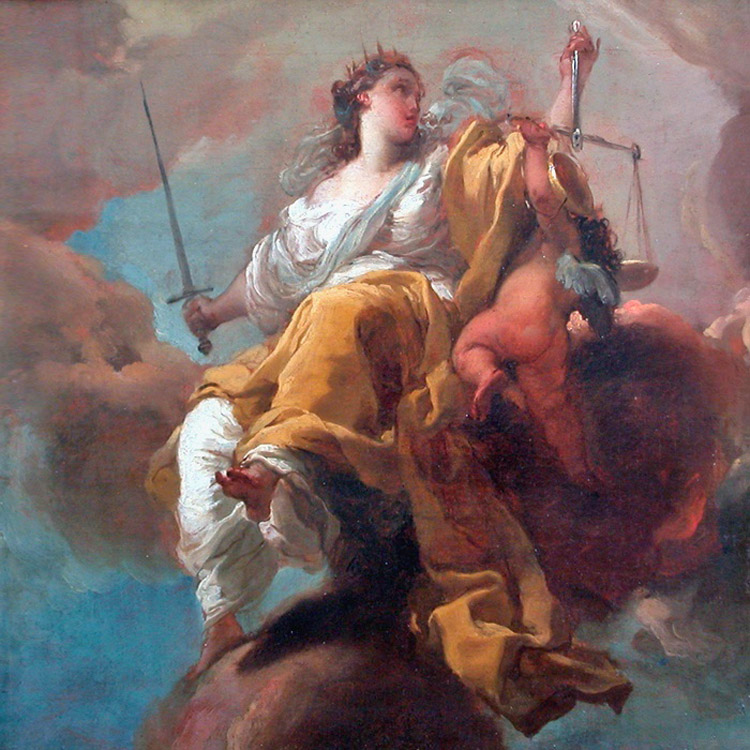
Alegoría de la Justicia.

Gandolfi estuvo al corriente de las novedades del rococó francés, llegando incluso a mantener una relación amistosa con Jean-Honoré Fragonard. En su última etapa incorporó algunos aspectos del pujante neoclasicismo a su pintura, a pesar de haber sido muy crítico con uno de los máximos exponentes de este movimiento, Jacques-Louis David. Sus obras tardías muestran la influencia de los grandes decoradores de su época, sobre todo Corrado Giaquinto.
Gaetano fue junto con su hermano, la figura dominante de la escena pictórica boloñesa de finales del siglo XVIII. Alcanzó un gran prestigio como artista, realizando todo tipo de encargos: grandes obras de altar, ciclos decorativos al fresco y pinturas de tema mitológico. Su producción como dibujante, grabador y escultor tampoco es desdeñable, o al menos es lo que se colige de la gran cantidad de obras que ha dejado en todos estos campos. Su obra temprana está perfectamente documentada en una autobiografía manuscrita que abandonó hacia el año 1769.
Gandolfi residió durante algún tiempo en Inglaterra (1788), aunque murió ya en su tierra boloñesa, parece que de un ataque al corazón mientras jugaba a los bolos en el campo de la iglesia de San Egidio. De su matrimonio nacieron siete hijos, entre ellos Mauro, que también sería un notable pintor.

## Obras destacadas

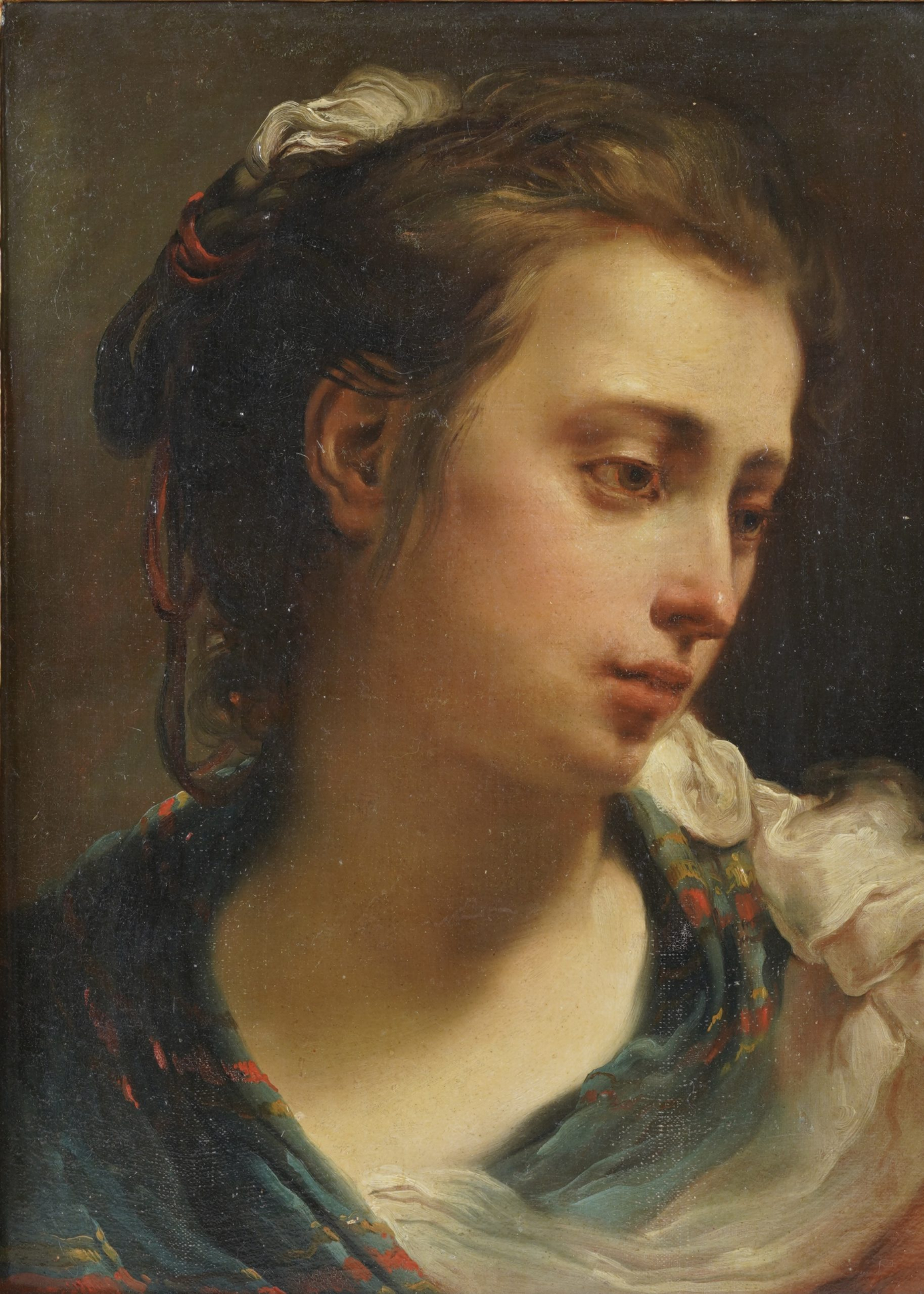
Rretrato de una mujer joven con el pelo recogido.

- Vocación de Santiago el Mayor (1753, iglesia parroquial, Piumazzo)
- San Jerónimo (1756, Oratorio del Suffraggio, Bazzano)
- Santa María Magdalena (1757, Oratorio del Suffraggio, Bazzano)
- Alegoría de la Justicia (1760, Museo del Louvre, París)
- Retrato de mujer joven (1767, Pinacoteca Nacional de Bolonia)
- Muerte de San Andrés Avelino (1774, Pinacoteca Vaticana, Roma)
- Triunfo de la Fe (1774, Pinacoteca Vaticana, Roma)
- Bodas de Cana (1775, Pinacoteca Nacional de Bolonia)
- Frescos de la cúpula de Santa Maria della Vita (1775-80, Bolonia)
- Sagrada Familia (1776, The Cleveland Museum of Art)
- Autorretrato (1780, Pinacoteca Nacional de Bolonia)
- Virgen del Rosario con el Niño (1785, Fondazione Cassa di Risparmio, Cesena)
- Virgen con el Niño y santos (1785, Uffizi, Florencia)
- Juicio de Paris (1788, Colección Pradelli, Bolonia)
- Santa Justina y el ángel de la guarda encomiendan el alma de un niño a la Virgen y el Niño Jesús (1792-93, colección privada)
- Adoración de los Pastores (1798, Ashmolean Museum, Oxford)
- Huida a Egipto (1798, Ashmolean Museum, Oxford)